# Запорожская областная филармония
Запорожская областная филармония (укр. Запорізька обласна філармонія) — профессиональная концертная организация Запорожской области.
Основная цель филармонии — популяризация лучших мировых шедевров классического, современного академического вокально-музыкального искусства, эстрадного творчества, возрождение украинских песенных традиций и творческих жемчужин казацкого края. Это — творческий бренд, который создает плеяда талантливых музыкантов, певцов, мастеров художественного слова и хореографов. Коммунальное учреждение «Запорожская областная филармония» Запорожского областного совета является подчиненной, подотчетной и подконтрольной Запорожскому областному совету и подведомственной Департаменту культуры, туризма, национальностей и религий Запорожской облгосадминистрации.

## Описание
Запорожская областная филармония основана 11 января 1939. В то времена в Областной государственной филармонии работало 17 артистов.
Во время Второй Мировой войны деятельность филармонии была приостановлена. 13 февраля 1944 филармония возобновила свою работу под названием «Концертно-эстрадное бюро», 24 марта 1944 Запорожское Концертно-эстрадное бюро было переименовано в Запорожскую областную государственную филармонию, а в 1978 году — в Запорожскую областную филармонию.
Длительное время филармония не имела своего концертного зала и выступления артистов проходили на арендованных площадках: в театрах, клубах, парках.
Прекрасное монументальное сооружение-концертный зал имени М. И. Глинки, в котором сегодня базируется Запорожская областная филармония, подарили городу запорожские металлурги и строители в 1953 году. Концертный зал имени М. И. Глинки возведён по проекту архитектора Г. Вегмана и инженера В. Г. Шапильского.
В 1955 году у входа в концертный зал установлен памятник выдающемуся композитору, основателю общеславянской музыкальной культуры и классической музыки Михаилу Ивановичу Глинке (скульптор А. Страхов). Концертный зал имени М. И. Глинки Запорожской областной филармонии — является одним из лучших концертных залов Украины по акустическим свойствам.
Запорожская филармония имеет большой зал на 720 мест и камерный зал на 120 мест. В 2016 году концертный зал имени М. И. Глинки Запорожской областной филармонии пережил свое второе рождение. Проведена реконструкция большого зала, установлено европейского уровня зрительские кресла «Vivaldi». Сцена оснащена современной звуковой и световой аппаратурой, большим светодиодным экраном, созданы надлежащие условия для активного культурного обслуживания зрителей.

## Настоящее
Запорожская областная филармония принадлежит к числу заведений высокого искусства, занимающих лидирующую позицию в Украине. Многолетний труд коллектива областной филармонии направлен на сохранение и достойное продолжение лучших духовных и музыкальных традиций, обогащение творческого потенциала и развитие украинской культуры.

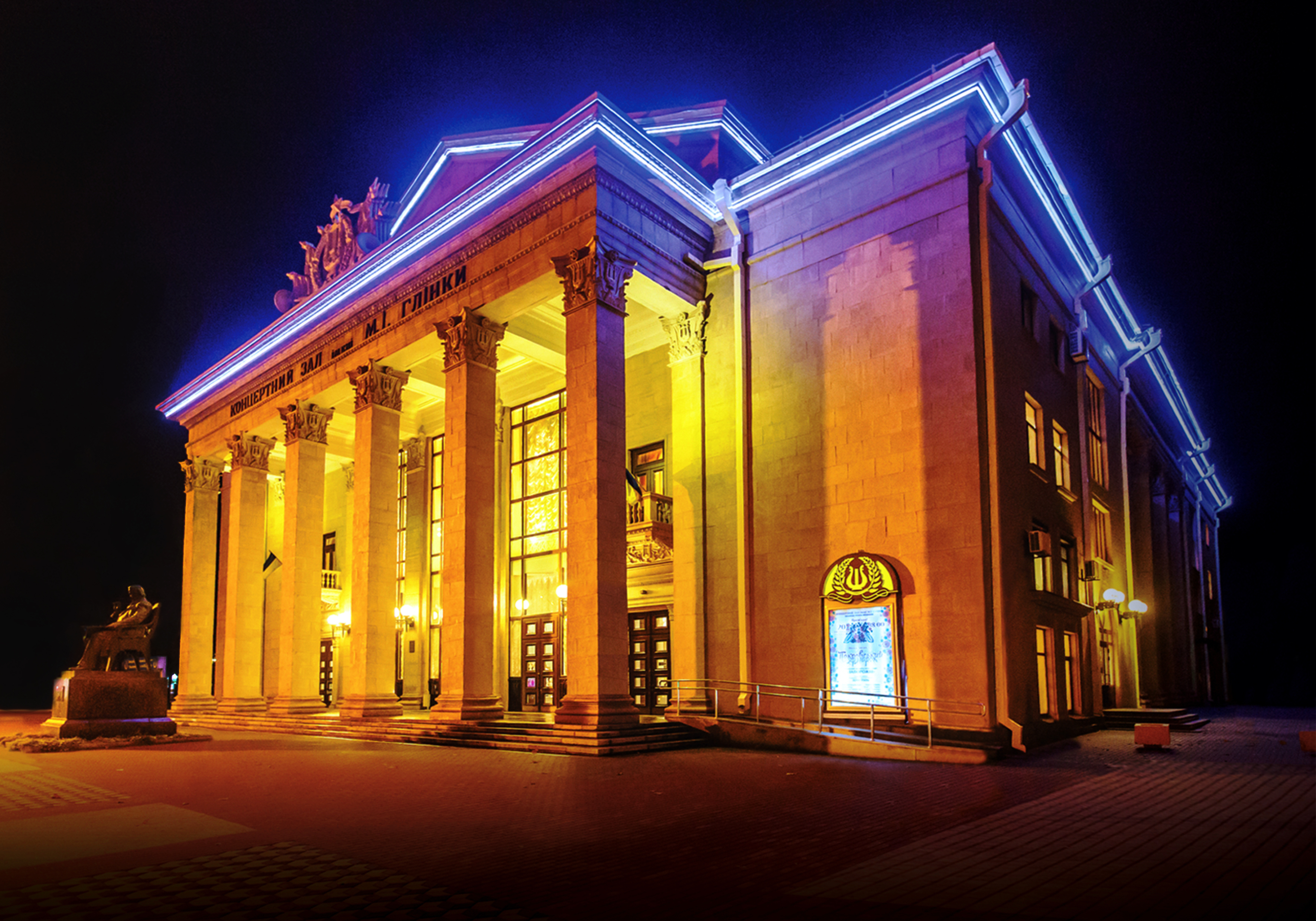
Вечерний вид

«Филармоническая семья» насчитывает 252 сотрудника, в том числе 174 — художественно-артистический персонал. Почетное звание имеют 14 работников, в том числе: «Народный артист Украины» −2, «Заслуженный деятель искусств Украины» −1, «Заслуженный артист Украины»-8, «Заслуженный работник культуры Украины»-3, 33-кавалеры орденов, лауреаты и дипломанты международных и всеукраинских конкурсов исполнительского искусства.
Культурно-творческие проекты Запорожской областной филармонии направлены на реализацию идеи национального возрождения и развития Украины, популяризацию и пропаганду лучших достижений национальной и мировой музыкальной культуры. Это настоящий симбиоз всех видов искусства и неповторимой феерии музыки.
Ежегодно Запорожской областной филармонией проводится более 350 разноплановых творческих мероприятий.
Особого внимания заслуживают презентации ландшафтных театрализованных постановок: «Запорожец за Дунаем» на о. Хортица, на территории историко-культурного комплекса «700-летний Запорожский дуб» и на сцене Певческого поля Печерского ландшафтного парка г. Киева (2015—2016), «Покровская ярмарка» на территории историко-культурного комплекса «700-летний Запорожский дуб» (2016), «FOLK & ROCK» на сцене Певческого поля Печерского ландшафтного парка Киева.
С целью установления творческих партнерских отношений филармонией начато проведение культурно-творческой акции «Две филармонии — одна страна». В 2018—2021 гг. к сотрудничеству привлечены Ивано-Франковская, Кировоградская, Винницкая, Львовская, Черкасская, Одесская, Днепропетровская филармонии. Коллективы областной филармонии неоднократно имели честь выступить на сцене Колонного зала имени Лысенка Национальной филармонии Украины.
По инициативе генерального директора областной филармонии Ирины Конаревой в Запорожской областной филармонии начато проведение постоянно действующих новых творческих проектов:
— «Филармония-детям» (с 2016 г.). Каждое воскресенье коллективы и солисты филармонии приглашают юных зрителей на музыкально-познавательные программы, способствуют духовному и эстетическому воспитанию детей и молодежи Запорожского края;
— «Творческие встречи в камерном зале» (с 2019 г.). Каждую среду артисты областной филармонии приглашают поклонников на живое общение с классической музыкой.
Областная филармония активно поддерживает фестивальное движение. Особую известность получили знаковые творческие форумы:
— Международный фестиваль-конкурс детского и юношеского исполнительского искусства «Аккорды Хортицы»;
— Всеукраинский фестиваль духовной музыки «БлагоFest»;
и совместные международные фестивальные мероприятия: «Французская весна в Украине», «Седьмая Баховская академия», «SeptemberМusicFest» и другие.
На сцене Запорожской областной филармонии постоянно выступают ведущие национальные, академические, заслуженные творческие коллективы и звезды мирового уровня: Национальный академический оркестр народных инструментов Украины, Национальный заслуженный академический ансамбль танца Украины имени П. Вирского, Национальный заслуженный академический народный хор Украины имени Верёвки, Национальный академический симфонический оркестр, Национальный академический Гуцульский ансамбль песни и танца «Гуцулия», Национальная капелла бандуристов Украины имени Майбороды, народный артист Украины, Герой Украины Василий Зинкевич, народный артист Украины Назарий Яремчук, народная артистка Украины, Герой Украины Нина Матвиенко; зарубежные исполнители Жан-Мари Леруа (Франция), Максим Зекини (Франция), Пабло Боджиано (Аргентина), Клод Делангль (Франция), Любомир Мельник (Канада), Юлиан Китастый (Америка), Дэвид Рассел Хьюм (Великобритания) и другие .
За высокое профессиональное мастерство, весомый вклад в развитие культуры Запорожского края коллективы и работники Запорожской областной филармонии неоднократно награждены Государственными наградами Украины: Орденами «За заслуги» II и III степени, Грамотой Верховной Рады Украины, орденом княгини Ольги III степени, почетными отличиями Министерства культуры Украины, орденами, медалями и грамотами Запорожской областной государственной администрации, Запорожского областного совета, Запорожского городского совета.

## Коллективы Запорожской областной филармонии
В составе филармонии действуют 5 творческих коллективов, в том числе 2 имиджевых творческих формирования имеют статус „академический“:
— единственный в области академический симфонический оркестр. Главный дирижёр — народный артист Украины Вячеслав Редя, дирижёр-лауреат международных конкурсов Надежда Другова. В составе оркестра — 80 артистов.
— лауреат премии имени Ивана Паторжинского Украинского фонда культуры — академический казацкий ансамбль песни и танца „Запорожцы“. Художественный руководитель-заслуженный деятель искусств Украины Лилия Гринь, главный хормейстер — заслуженный артист Украины Сергей Черногор, руководитель оркестра — заслуженный артист Украины Олег Кугаевский, балетмейтер-постановщик — Олег Кравец. В составе коллектива- 50 артистов.
Новые коллективы:
— „Диксиленд“ артистов академического симфонического оркестра под управлением Дмитрия Митника. В составе „Диксиленда“-10 артистов. Презентация нового творческого коллектива состоялась в марте 2018 года;
— ансамбль бандуристов „ЛюбоGRAY“. Первое выступление коллектива состоялось в феврале 2021 в рамках концертной программы Национальной капеллы бандуристов Украины имени Г. И. Майбороды;
— джаз-квартет под управлением Юрия Крюкова. Премьерный выступление коллектива состоялось в апреле 2021 года.
Академический симфонический оркестр
Дирижёр — лауреат международных конкурсов Надежда Другова
Главный дирижёр — кавалер орденов „За заслуги“ II и III степени, почетный гражданин города Запорожья, народный артист Украины Вячеслав Редя
Ведущий творческий коллектив страны. В составе оркестра 80 артистов.
Симфонический оркестр Запорожской областной филармонии создан 6 ноября 1957 года.
30 октября 2002 симфоническому оркестру Запорожской областной филармонии присвоен почётный статус „академический“.
Академический симфонический оркестр — лауреат премии им. И. Паторжинского Украинского фонда культуры; лауреат премии Запорожской областной государственной администрации „За достижения в области музыкального искусства им. И. Паторжинского“ за реализацию проекта „CARMINA BURANA“, обладатель многочисленных специальных призов „За высокое исполнительское мастерство“.
В 2019 году за заслуги перед Украинским народом коллектив академического симфонического оркестра Запорожской областной филармонии отмечен почетной наградой — Грамотой Верховной Рады Украины.
С 1957 по 1987 годы с оркестром работали талантливые дирижёры:
народный артист Украины, профессор Юрий Луцив (1957—1960);
заслуженный артист России Авет Апкарян (1960—1965);
заслуженный деятель искусств России Феликс Комлев (1967—1970);
заслуженный артист Украины Владимир Данилов (1970—1971);
заслуженный деятель искусств Украины Сергей Дудкин (1971—1985);
Михаил Сечкин (1976—1988).
С 1987 года академический симфонический оркестр возглавляет главный дирижёр, народный артист Украины Вячеслав Редя.
С октября 2019 в коллективе работает дирижёр — лауреат международных конкурсов Надежда Другова.
Репертуарная палитра оркестра охватывает почти всю панораму мировой музыки. Исчерпывающе представлена классика в симфонических полотнах В. А. Моцарта, Гайдна, Бетховена, И. Брамса, А. Брукнера, Чайковского, Г. Малера. Неповторимую замечательную интерпретацию получили произведения украинских композиторов: М. Лысенко, Л. Ревуцкого, К. Стеценко, М. Леонтовича, Д. Бортнянского, С. Людкевича и современных композиторов С. Прокофьева, Д. Шостаковича, Я. Акутагавы, а . Пьяццола, А. Эшпая, Г. Свиридова и других.
Тесные творческие отношения связывают коллектив с современными украинскими авторами. В премьерном исполнении академического симфонического оркестра звучали произведения: Симфония-эпитафия „День скорби и памяти“ В. Губы, Концерт для оркестра № 1 и „Триумфальная увертюра“ И. Карабица, Концерт для фортепиано с оркестром „Чернобыльский“ и Концерт № 2 для фортепиано с оркестром А. Костина, симфония № 2 „Героическая“ и Камерная симфония № 3 для флейты с оркестром Е. Станковича, „Украинская карпатская рапсодия № 1“ Л.Колодуба, Концерт для валторны с оркестром, Концерт для скрипки с оркестром И. Шамо, Концерт для баяна с оркестром В. Рунчака, Народная симфония единения „Украина“ для двух хоров и симфонического оркестра В. Зубицкого, Концерт для скрипки с оркестром в 2 частях Н. Боевой, Концерт для скрипки и симфонического оркестра, романсы „Сон“, „Иди, доченька“ А. Хазовой, Адажио для струнных Д. Савенко, „Диалог“ и Танец марионеток» В. Колядюка и другие.
Академический симфонический оркестр сотрудничает с выдающимися коллективами Украины: Национальной заслуженной академической капеллой Украины «Думка», хором и солистами Харьковского Национального академического театра оперы и балета, академической мужской хоровой капеллой имени Ревуцкого, Галицким академическим камерным хором, хором и солистами Днепропетровского академического театра оперы и балета. В рамках музыкальной рубрики «Классика и современность» с академическим симфоническим оркестром выступали известные исполнители: Богдана Пивненко, Андрей Илькив, Юрий Кот, Лидия Футорская, Оксана Шепетько, Станислав Зубицкий, Александр Рукомойников, Ольга Ривняк, Владимир Кошуба, Тарас Штонда, Карина Кондрашевская, Галина и Леся Тельнюк, Александр Михайлов, Александр Синчук, Алексей Ботвинов и другие.
Коллектив с успехом гастролирует по Украине и за её пределами. Под управлением маэстро Вячеслава Реди оркестр неоднократно получал международное признание и высокую оценку слушателей. С аншлагами проходили концертные программы в Италии, Южной Кореи, Сербии, Венгрии, Франции, Австрии, Швейцарии, Беларуси.
В репертуаре оркестра — разножанровые программы и тематические концертные циклы: «Выдающиеся композиторы Украины», «Зарубежные гастролеры», «Звезды оперной сцены», «Новые имена», «Симфония единения», «Классика и современность», «Шедевры мировой классики», «Маэстро приглашает», «Музыкальные хиты большого экрана», «О, Париж!», «Планеты», «Симфония сияния», «Великие романтики», «Симфония шуток» и другие.
Академический симфонический оркестр является гордостью Запорожской области, достойным представителем национального и мирового музыкального искусства!
Академический казацкий ансамбль песни и танца «Запорожцы»
Художественный руководитель — заслуженный деятель искусств Украины Лилия Гринь
Главный хормейстер — заслуженный артист Украины Сергей Черногор
Руководитель оркестра — заслуженный артист Украины Олег Кугаевский
Балетмейстер-постановщик Олег Кравец
Коллектив создан в 1993 году по инициативе управления культуры Запорожской облгосадминистрации и является настоящей творческой визитной карточкой казацкого песенно-хореографического искусства страны.
25 декабря 1993 состоялся первый концерт казацкого ансамбля песни и танца «Запорожцы». Коллектив является лауреатом премии имени Ивана Паторжинского Украинского фонда культуры, дипломантом всеукраинского фестиваля-конкурса народной хореографии имени Павла Вирского, кавалером ордена «За заслуги перед Запорожским краем» III степени.
В 2017 году коллективу присвоено статус «академический». В 2019 году академический казацкий ансамбль песни и танца «Запорожцы» отметил 25 — летний юбилей. В составе ансамбля 50 артистов.
Академический казацкий ансамбль песни и танца «Запорожцы» неоднократно презентовал искусство казацкого края на лучших сценах Украины и за рубежом: в Польше, Сербии, Молдове, Киеве, Тернополе, Полтаве, Ровно, Кропивницкому, Луганске, Днепре и других.
Репертуар академического казацкого ансамбля песни и танца «Запорожцы» составляют жемчужины украинской классики, популярные произведения современных украинских композиторов, масштабные вокально-хореографические композиции, обработки украинских народных песен, авторские песни, народные танцы в оригинальных постановках.
Среди творческих наработок коллектива популярные концертные программы: «Казацкому роду нет переводу», «Рождественские встречи», «Мой Шевченко», «Голос, который покоряет мир», «Казацкая вольница — земля бессмертной славы», «KOZAK DANCE», «С музыкой в сердце»,"Будем казаками!","Звучи, родной язык ", "В нашем дом Николай идет"и другие.
Высокий профессионализм, глубокий творческий потенциал ансамбля особенно ярко раскрылся в современных творческих постановках: фольк-мюзикле «Покровская ярмарка», сказке-мюзикле «Приключения Крутиуса», театрализованном действе по мотивам творчества Леси Украинки "Лесная песня, современных музыкальных программах «FOLK & ROCK»,"JAZZ,FOLK,ROСK", творческом проекте «Легенда об Атамане» по мотивам пьесы И. Карпенко — Карого "Савва Чалый "и др.
Ансамбль является творческой базой для проведения мастер-классов по повышению квалификации руководителей творческих коллективов Запорожской области и зарубежья.
Своим вдохновенным искусством академический казацкий ансамбль песни и танца «Запорожцы» вносит значительный вклад в реализацию идеи национального возрождения Украины и развитие музыкального искусства страны.

## Персоналии
Малицкая Любовь Ивановна — народная артистка Украины, артист вокалист (солист), ведущий мастер сцены;
Редя Вячеслав Васильевич — народный артист Украины, главный дирижёр академического симфонического оркестра;
Гринь Лилия Александровна — заслуженный деятель искусств Украины, художественный руководитель академического казацкого ансамбля песни и танца «Запорожцы»;
Бренгач Александр Андреевич — заслуженный артист Украины, артист высшей категории академического симфонического оркестра;
Кугаевский Олег Борисович — заслуженный артист Украины, руководитель оркестра академического казацкого ансамбля песни и танца «Запорожцы»;
Медведев Владимир Дмитриевич — заслуженный артист Украины, артист высшей категории академического симфонического оркестра;
Ревуцкий Ярослав Анатольевич — заслуженный артист Украины, артист высшей категории академического симфонического оркестра;
Соломянчук Виталий Анатольевич — заслуженный артист Украины, артист высшей категории академического симфонического оркестра;
Турчанинова-Нетреба Илона Леонидовна — заслуженная артистка Украины, артист высшей категории академического симфонического оркестра;
Худяков Сергей Леонидович — заслуженный артист Украины, артист высшей категории академического симфонического оркестра;
Черногор Сергей Викторович — заслуженный артист Украины, главный хормейстер академического казацкого ансамбля песни и танца «Запорожцы»;
Ходакова Алла Семеновна — заслуженный работник культуры Украины, музыковед высшей категории.